# Borisowo
Borisowo (ros. Борисово) – stacja moskiewskiego metra linii Lublinsko-Dmitrowskiej. Nazwa stacji pochodzi od nazwy wsi Borisowo, którą przyłączono do miasta w 1960 roku. Położona jest w rejonie Bratiejewo w południowym okręgu administracyjnym Moskwy. Budowę rozpoczęto w 1993 roku, ale ze względu na brak środków przerwano w 1996. Prace wznowiono w 2008 roku. Wyjścia prowadzą na ulice Borisowskie Prudy i Bratejewskij Projezd.

## Historia
Plany rozwoju metra w kierunku południowo-wschodnim powstały w drugiej połowie XX wieku, a rozpoczęto ich realizację w latach 90. Prace rozpoczęte w 1993 planowano zakończyć do roku 2000, jednakże problemy finansowe spowodowały ich przerwanie pod koniec 1998 roku. Do roku 2000 usunięto sprzęt z placu budowy, a w 2004 po wydrążeniu pierwszego tunelu do stacji Ziablikowo zdemontowano TBM i skierowano go do budowy metra w Taszkencie. Drugi, znajdujący się w niedokończonym tunelu, wyremontowano w 2008 roku i dokończono drążenie.

## Nazwa
Początkowo planowano stacji nadać nazwę Bratiejewo (Братеево), jednakże władze miasta przeznaczyły ją dla planowanej stacji na przedłużeniu linii Zamoskworieckiej, a dla stacji zaproponowano nazwę Borisowo. 29 listopada 2011 władze Moskwy zmieniły nazwę stacji linii Zamoskworieckiej na Ałma-Atinskaja (na cześć dawnej stolicy Kazachstanu, w zamian za nazwanie jednej ze stacji metra w Ałmaty Moskowskaja (Московская)), jednakże stacji Borisowo nie przywrócono pierwotnej nazwy.

## Konstrukcja i wystrój

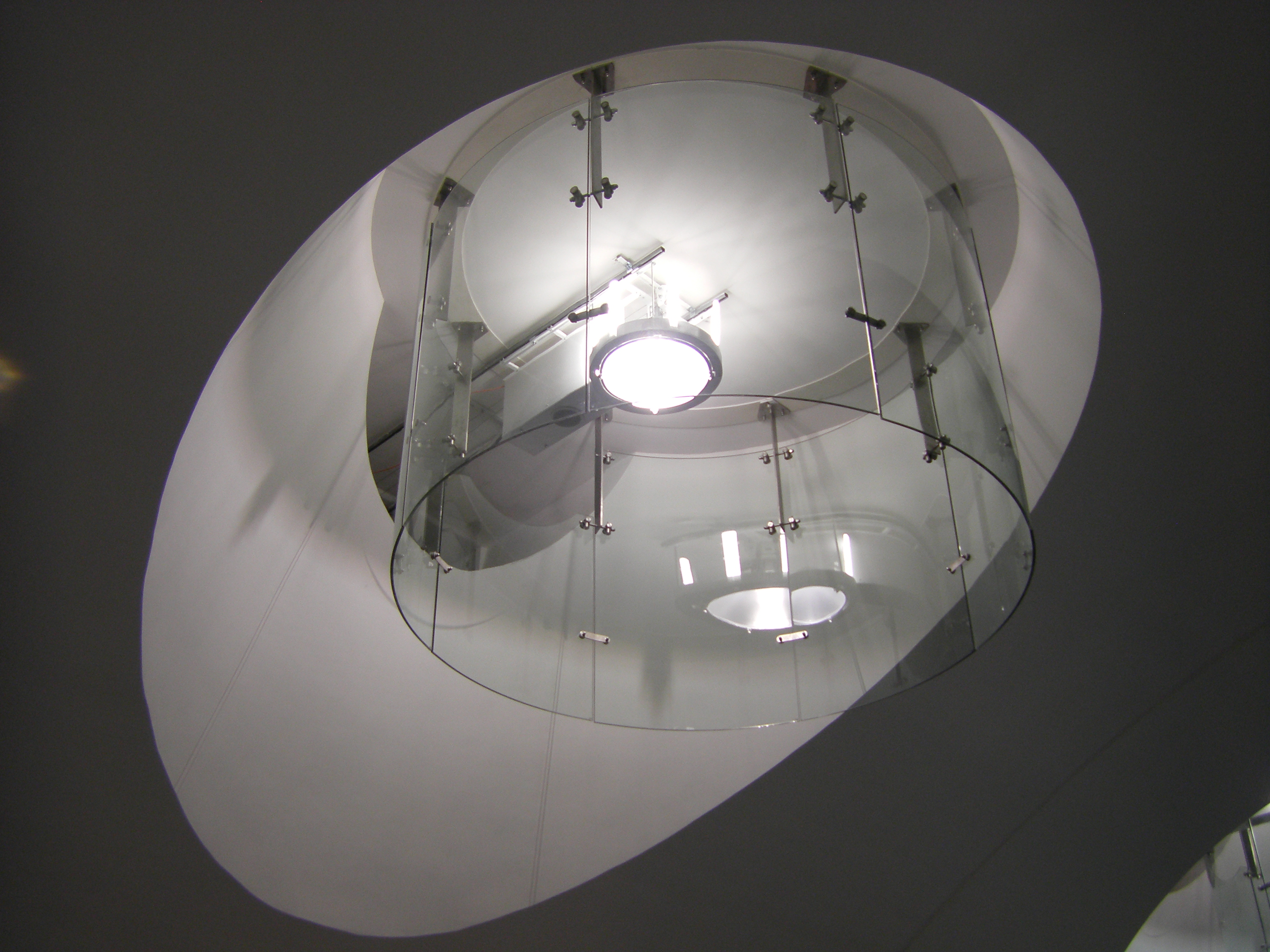
Ozdobna lampa na stacji

Jednopoziomowa, jednonawowa stacja metra z jednym peronem. Na kolorystykę stacji składają się biel, czerń i odcienie szarości. Ściany nad torami pokryto aluminiowymi panelami. Podłogi wyłożono szarym i czarnym granitem, a przy krawędziach peronów zamontowano diody LED. W stropie stacji znajdują się wnęki z ozdobnymi lampami w kształcie walców. Stacje Borisowo, Szypiłowskaja i Ziablikowo są wykończone w tym samym stylu, różnią się tylko detalami.